# Пробуждение (Северо-Казахстанская область)
Пробуждение (каз. Пробуждение) — упразднённое село в Мамлютском районе Северо-Казахстанской области Казахстана. Входило в состав Становского сельского округа. Ликвидировано в 2014 г. Код КАТО — 595251400.

## Население
В 1999 году население села составляло 181 человек (89 мужчин и 92 женщины). По данным переписи 2009 года, в селе проживало 32 человека (15 мужчин и 17 женщин).